# ФК «Амкар» в сезоне 1995
Сезон 1995 стал для «Амкара» первым сезоном в чемпионатах России. По итогам сезона пермяки заняли второе место в лиге и вышли во Вторую лигу. В Кубке России команда участия не принимала.

## Третья лига
| Дата        | Соперник                  | Д / В | Счёт | Авторы голов за «Амкар»                            | Зрители |
| ----------- | ------------------------- | ----- | ---- | -------------------------------------------------- | ------- |
| 10 мая      | КАМАЗ-д                   | В     | 2:1  | Грицаев, Култышев                                  | 200     |
| 13 мая      | Электрон (Вятские Поляны) | В     | 0:0  | —                                                  | 300     |
| 20 мая      | Горняк (Качканар)         | Д     | 1:0  | Терехов                                            | 1800    |
| 23 мая      | Динамо (Пермь)            | Д     | 1:0  | Зырянов                                            | 3500    |
| 30 мая      | Уралмаш-д                 | В     | 0:0  | —                                                  | 1100    |
| 2 июня      | Горняк (Кушва)            | В     | 1:0  | Грицаев                                            | 1500    |
| 9 июня      | Агидель                   | Д     | 2:0  | Зорин, Зырянов                                     | 2500    |
| 12 июня     | Содовик                   | Д     | 2:0  | Чебанов, Талипов                                   | 2500    |
| 19 июня     | Энергия (Чайковский)      | В     | 0:0  | —                                                  | 2800    |
| 29 июня     | Металлург-Метизник        | В     | 1:1  | Терехов                                            | 300     |
| 2 июля      | Газовик                   | В     | 2:4  | Талипов, Пинаев                                    | 1000    |
| 9 июля      | Трубник                   | Д     | 3:0  | Талипов(2), Зорин                                  | 2000    |
| 12 июля     | Динамо-Газовик-д          | Д     | 1:0  | Зорин                                              | 3000    |
| 9 августа   | Горняк (Качканар)         | В     | 0:2  | —                                                  | 2000    |
| 12 августа  | Динамо (Пермь)            | В     | 3:0  | Шихов, Талипов, Зырянов                            | 1000    |
| 19 августа  | Уралмаш-д                 | Д     | 3:0  | Грицаев(2), Шихов                                  | 2000    |
| 22 августа  | Горняк (Кушва)            | Д     | 2:1  | Грицаев, Талипов                                   | 1400    |
| 29 августа  | Агидель                   | В     | 0:0  | —                                                  | 1600    |
| 1 сентября  | Содовик                   | В     | 1:2  | Талипов                                            | 2000    |
| 10 сентября | Энергия (Чайковский)      | Д     | 3:0  | Терехов, Казанцев(2)                               | 5000    |
| 16 сентября | Металлург-Метизник        | Д     | 8:1  | Чебанов(3), Зорин(2), Зырянов, Худорожков, Талипов | 2000    |
| 19 сентября | Газовик                   | Д     | 4:0  | Зырянов, Зорин, Чебанов(2)                         | 4200    |
| 26 сентября | Трубник                   | В     | 1:2  | Талипов                                            | 1000    |
| 29 сентября | Динамо-Газовик-д          | В     | 2:0  | Зырянов, Оглезнев                                  | 100     |
| 5 октября   | КАМАЗ-д                   | Д     | 4:0  | Талипов(2), Худорожков, Казанцев                   | 2000    |
| 8 октября   | Электрон (Вятские Поляны) | Д     | 3:1  | Чебанов(2), Зырянов                                | 2700    |

| М | Команда               | И  | В  | Н | П | Мячи    | ±   | О  | Примечания           |
| - | --------------------- | -- | -- | - | - | ------- | --- | -- | -------------------- |
| 1 | Энергия (Чайковский)  | 26 | 18 | 4 | 4 | 48 − 21 | +27 | 58 | Выход во Вторую лигу |
| 2 | Амкар (Пермь)         | 26 | 17 | 5 | 4 | 50 − 15 | +35 | 56 | Выход во Вторую лигу |
| 3 | Содовик (Стерлитамак) | 26 | 16 | 3 | 7 | 53 − 31 | +22 | 51 |                      |

И — игры, В — выигрыши, Н — ничьи, П — проигрыши, Мячи — забитые и пропущенные голы, ± — разница голов, О — очки

## Статистика игроков
| Поз. | Имя                   | Лига | Лига |
| Поз. | Имя                   | Игры | Голы |
| ---- | --------------------- | ---- | ---- |
| Вр   | Дмитрий Оборин        | 5    | −2   |
| Вр   | Игорь Уралёв          | 11   | −5   |
| Вр   | Вадим Фёдоров         | 15   | −8   |
| Либ  | Сергей Грицаев        | 18   | 5    |
| Либ  | Сергей Чебанов(к)     | 26   | 8    |
| Защ  | Александр Бажгин      | 2    | 0    |
| Защ  | Юрий Волков           | 11   | 0    |
| Защ  | Станислав Красулин    | 26   | 0    |
| Защ  | Олег Култышев         | 9    | 1    |
| Защ  | Руслан Шихов          | 26   | 2    |
| Защ  | Николай Яковлев       | 25   | 0    |
| ПЗ   | Вадим Бурмистров      | 10   | 0    |
| ПЗ   | Александр Галеутдинов | 7    | 0    |
| ПЗ   | Виктор Засульский     | 18   | 0    |
| ПЗ   | Константин Зырянов    | 24   | 7    |
| ПЗ   | Михаил Майоров        | 7    | 0    |
| ПЗ   | Вячеслав Оглезнев     | 25   | 1    |
| ПЗ   | Михаил Терехов        | 26   | 3    |
| ПЗ   | Сергей Худорожков     | 26   | 2    |
| Нап  | Дмитрий Зорин         | 22   | 6    |
| Нап  | Иван Казанцев         | 16   | 3    |
| Нап  | Александр Пинаев      | 9    | 1    |
| Нап  | Арслон Талипов        | 24   | 11   |
| Нап  | Михаил Шестаков       | 2    | 0    |

## Трансферы

### Перед сезоном
Пришли
| Поз. | Игрок              | Прежний клуб             |
| ---- | ------------------ | ------------------------ |
| Вр   | Вадим Фёдоров      | Свободный агент          |
| Защ  | Сергей Грицаев     | Звезда (Пермь)           |
| Защ  | Сергей Чебанов     | Звезда (Пермь)           |
| Защ  | Станислав Красулин | Динамо (Пермь)           |
| Защ  | Руслан Шихов       | Динамо (Пермь)           |
| Защ  | Николай Яковлев    | Металлург (Магнитогорск) |
| ПЗ   | Константин Зырянов | СДЮСШОР Пермь            |
| ПЗ   | Михаил Майоров     | Горняк (Кушва)           |
| ПЗ   | Михаил Терехов     | Кимегар (Чирчик)         |
| ПЗ   | Сергей Худорожков  | Звезда (Пермь)           |
| Нап  | Дмитрий Зорин      | Свободный агент          |
| Нап  | Иван Казанцев      | Свободный агент          |
| Нап  | Арслон Талипов     | Кимегар (Чирчик)         |
| Нап  | Михаил Шестаков    | Звезда (Пермь)           |

Ушли
Южанинов, Котельников, Вараксин, Ермолин, Корягин, Р. Волков, Белкин, Ошев, Кузнецов, Зайцев, Бырдин. (Остались на любительском уровне)

### По ходу сезона
Пришли
| Поз. | Игрок                 | Новый клуб       |
| ---- | --------------------- | ---------------- |
| Вр   | Игорь Уралёв          | Спартак (Алагир) |
| Защ  | Юрий Волков           | Динамо (Пермь)   |
| ПЗ   | Александр Галеутдинов | Звезда (Пермь)   |

Ушли
| Поз. | Игрок            | Новый клуб       |
| ---- | ---------------- | ---------------- |
| Вр   | Вадим Фёдоров    | Березники        |
| Нап  | Александр Пинаев | Завершил карьеру |
| Нап  | Михаил Шестаков  | Завершил карьеру |

* В аренду. 

** Из аренды. 

*** Свободный трансфер.